# 誉高等学校
誉高等学校（ほまれこうとうがっこう）は、愛知県小牧市にある学校法人尾関学園が運営する私立の高等学校である。

## 概要
愛知県内で初めて海外修学旅行を実施したほか、海外研修・留学などの国際交流が盛んである。2009年（平成21年）に「尾関学園高等学校」から改称された。
2029年（令和11年）度開校を目途に名古屋市港区の名古屋競馬場跡地に校舎を移転する計画がある。新学科の設立などにより、小牧市の現校舎を存続させることも検討されている。

## 学科
普通科
- 進学コース
- 総合オフィスコース

## 教育目標
- 校訓五則：「勤勉力行・剛毅朴直・穏健中庸・四海比隣・立志立身」

## 部活動

### 実績
野球部は、2019年夏（第101回）に春夏通じて初出場。

### 運動部
- 野球部
- サッカー部
- バスケットボール部
- テニス部
- ゴルフ部
- 柔道部
- フィギュアスケート部
- 女子ソフトボール部
- 女子卓球部
- チアリーディング部
- ダンス部
- バレーボール部

### 文化部
- 軽音部
- 美術部
- 書道部
- 放送部
- 将棋部
- インターアクト部
- 地域部
- ボランティア部

## 沿革
- 1983年4月1日 - 尾関学園高等学校開校。普通科と英語科の2科。
- 1985年4月1日 - 商業科設置。
- 1988年12月15日 - 生徒寮（名称：「三徳館」）完成。
- 1993年2月10日 - 体育館兼講堂（名称：「立志館」）が完成。
- 1993年5月28日 - 創立10周年記念式典。
- 1996年2月15日 - 図書館完成。
- 2000年3月31日 - 英語科の生徒募集終了。
- 2003年4月1日 - 普通科を環境・福祉コースと情報コースに分化。
- 2003年11月20日 - 創立20周年記念式典。
- 2007年3月31日 - 普通科情報コースの生徒募集終了。
- 2007年4月1日 - 学生服変更（2007年度入学生から順次）。
- 2008年3月31日 - 普通科環境・福祉コースの生徒募集終了。
- 2008年4月1日 - 商業科を総合オフィス科へ科名変更。
- 2009年4月1日 - 現在の校名に改称。
- 2013年5月3日 - 専用野球場完成。
- 2013年10月31日 - 創立30周年記念式典。
- 2015年3月31日 - 普通科蛍雪コース生徒募集終了。
- 2016年3月31日 - 学生寮閉鎖。
- 2016年3月31日 - 総合オフィス科募集終了。
- 2016年4月1日 - 普通科総合オフィスコース設置。
- 2019年8月6日 - 硬式野球部が第101回全国高等学校野球選手権大会で夏の甲子園初出場（結果は八戸学院光星高等学校に初戦敗退し、令和最初の甲子園敗退校となる）。

## 著名な卒業生
- ビーフ　(YouTuber)
- 森谷佳祐（サッカー選手）
- 伊藤大智郎（元プロ野球選手・育成選手）
- 松澤裕介（元プロ野球選手・育成選手）
- 千頭昇平（プロテニス選手）
- 澤野聖悠（プロ野球選手・育成選手）
- 川嵜陽仁（プロ野球選手・育成選手）
- イヒネ・イツア（プロ野球選手）

## 姉妹校
| - 西イリノイ大学（アメリカ合衆国） - メサ大学（アメリカ合衆国） - ニュー サウス ウェールズ大学（オーストラリア） - エドモンド短期大学（アメリカ合衆国） - マイアミ キリアン高等学校（アメリカ合衆国） - パール シティ高等学校（アメリカ合衆国） - 美林女子高等学校（韓国） - 景明女子高等学校（韓国） - バーシティ国際高等学校（アメリカ合衆国） | - 三信高級家事商業職業学校（台湾） - ワイヘキ高等学校（ニュージーランド ） - パシフィック国際大学（ニュージーランド） - スノー キャニオン高等学校（アメリカ合衆国） - ウィタン大学（イギリス） - 養明高等学校（韓国） - 養明女子高等学校（韓国） - 蘇州第四中学校（中華人民共和国／日本の中高一貫校相当） |

## 所在地
- 愛知県小牧市大字本庄字郷浦2613番地2

## 交通手段
スクールバス
学校がある小牧市内と周辺地域の名鉄味岡駅・名鉄一宮駅前・名鉄岩倉駅・JR春日井駅・JR高蔵寺駅北口などからスクールバスを無料で運行する。
路線バス
こまき巡回バス「本庄郷浦」停留所下車、徒歩で約5分。
鉄道路線
名鉄小牧線 田県神社前駅下車、徒歩で約20分。

## 校舎
小牧市に建てられた校舎は1983年（昭和58年）の開校時に建てられた建築物で赤れんがの外壁や尖塔がある欧風の建築である。学校の名古屋市港区への移転計画があるが校舎の存続を望む声もある。